# Corinne Van Hombeeck
Corinne Van Hombeeck (1987) is een Belgisch voormalig acro-gymnaste. 

## Levensloop
Van Hombeeck behaalde samen met Maaike Croket en Soen Geirnaert brons op de Europese kampioenschappen van 2007. Op het EK van 2009 behaalde ze samen met Eloise Vanstaen en Maaike Croket brons in de disciplines 'tempo' en 'balans' bij de 'dames trio' .